# Pivovar v Práčích
Pivovar v Práčích (Parostrojní pivovar Záběhlice) v Praze-Záběhlicích je bývalý pivovar, který stojí západně od zámku Práče na potoce Botič.

## Historie
Pivovar vznikl v roce 1710, kdy se stal jeho majitelem konvent dominikánek sv. Magdaleny na Malé Straně v Praze. Měl roční produkci 600 hektolitrů určenou výhradně pro klášter. Po zrušení řádu v roce 1784 statek koupil Josef Meissler.
V této rodině zůstal až do roku 1866, kdy pivovar koupil Josef Kašpar z pivovarské rodiny, přestavěl jej na parostrojní pohon a zvýšil kvalitu i produkci - v roce 1888 měl výstav piva více než 40000 hektolitrů. Roku 1890 prodal Kašpar pivovar anglické společnosti The Bohemian Breweries Limited. Ta jej pro finanční potíže prodala v roce 1899 E. Steinovi a J. Kornfeldovi. V roce 1922 se majitelem pivovaru stala Občanská záložna ve Vršovicích, která jej vlastnila až do roku 1936. Koupil jej Ringhofferův pivovar ve Velkých Popovicích, zastavil výrobu práčského piva a zřídil zde stáčírnu a sklad svého piva.
Ještě koncem 80. let 20. století všechny objekty pivovaru stály, až poté byla jižní část areálu včetně typického hvozdu zbořena. Od roku 2000 zde sídlí Lesy hl. m. Prahy.

## Popis
Maximální roční výstav měl 40000 hl piva. Vařil mimo jiné pivo Kamenáč 12°.